# Delu Frumos
Delu Frumos is een Roemeense gemeente in het district Sibiu.

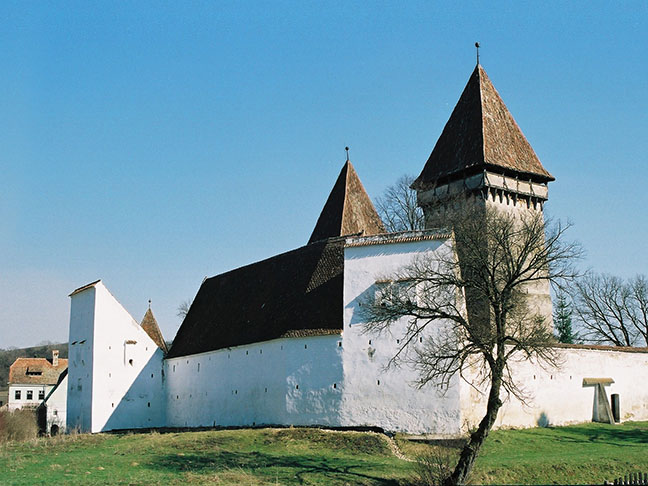
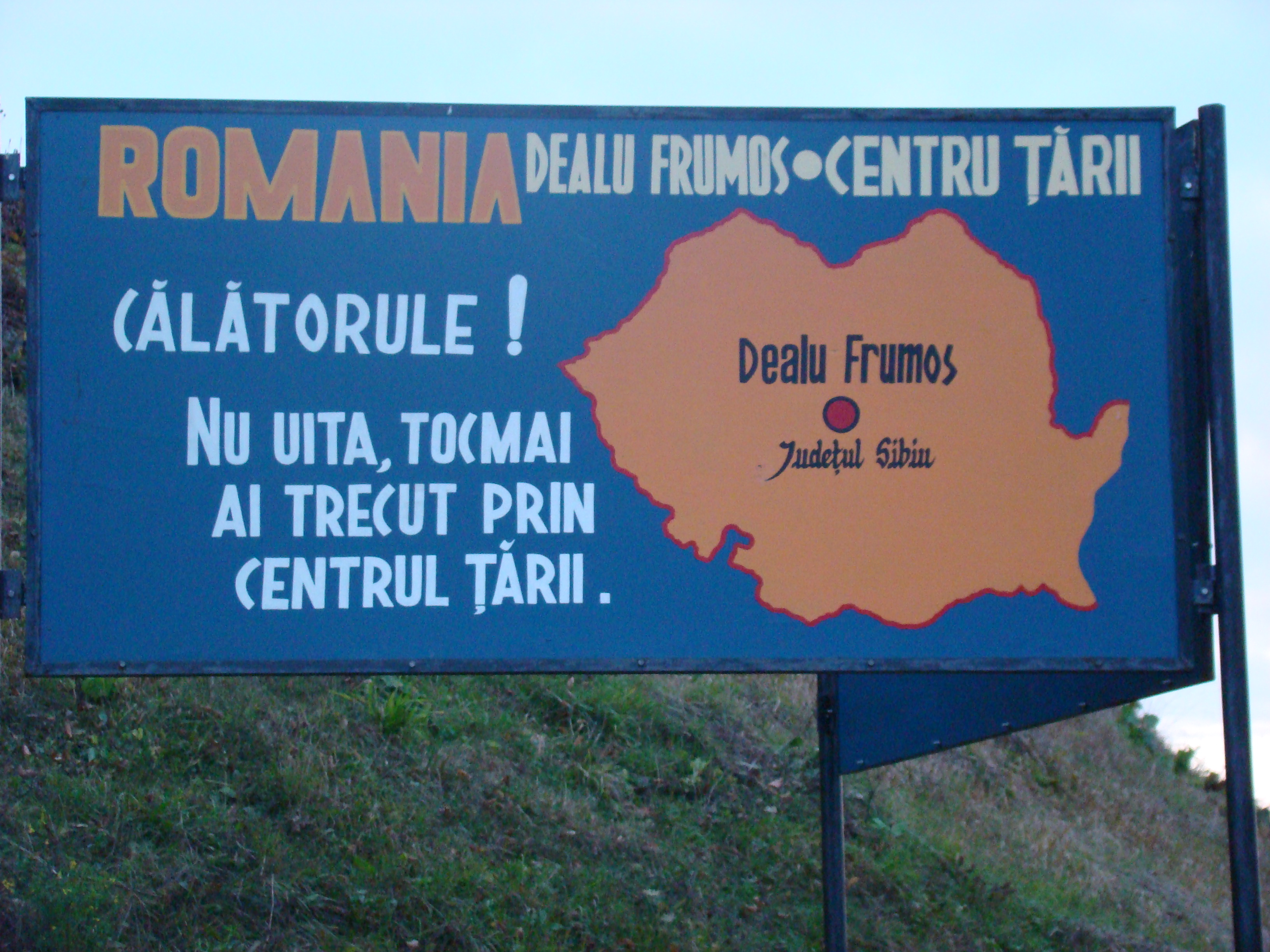
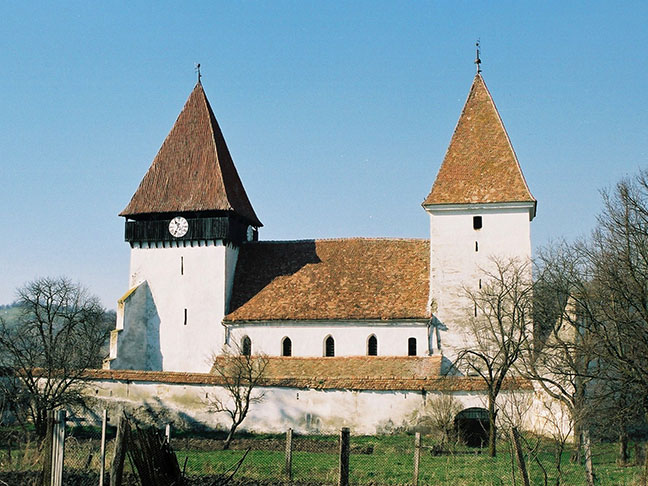

Delu Frumos telt 477 inwoners.